# Dům U Bílé koule
Dům U Bílé koule v Praze na Malé Straně stojí v dolní části ulice Úvoz na její jižní straně. Terasami a velkými okenními pásy se otevírá na jih k Petřínu. Podobně navržený sousední dům čp. 3 je od architekta Františka Šimáčka.

## Historie
Dům byl postaven v roce 1938 architektem Rudolfem Stockarem pro Zdeňka Strobacha. Stojí na místě staršího barokního domu, který byl pobořen po zásahu švédské dělové koule; po ní nese bývalý i současný dům jméno.

## Popis
Novodobý dům dobře zapadá do okolní zástavby. V době jeho výstavby „státní regulační komise vyžadovala, aby domy hmotově zapadaly do kontextu, měly stejnou střechu a výška ani hmota domu nijak nevyčnívala“.
Fasáda parteru je z masivního, patnáct až dvacet centimetrů silného pískovce. Okna do ulice mají pískovcové ostění a také portál je z pískovcových kvádrů, omítka zůstává původní. Na jižní straně domu se nachází velká terasa.

## Další informace
Osobnosti a organizace spojené s tímto domem:
- Jiří Janda, profesor, ornitolog
- Zita Kabátová, herečka[5]
- Martin Rajniš, architekt (ateliér v několika místnostech v 1. patře)[3]
- Milada Součková, spisovatelka[3]